# Trichoclea cretacea
Trichoclea cretacea är en fjärilsart som beskrevs av Otto Staudinger 1888. Trichoclea cretacea ingår i släktet Trichoclea och familjen nattflyn. Inga underarter finns listade i Catalogue of Life.